# 마인드셋
결정 이론(decision theory)과 일반 체계 이론(general systems theory)에서 마인드셋(mindset)은 한 명 이상의 사람이나 집단의 추정, 방법, 의견 등을 말한다. 또한 마인드셋은 한 사람의 세계관(worldview)이나 생의 철학(philosophy of life)에서 나왔다고 본다.
마인드셋은 매우 견고하게 조직되기에, 사람들 혹은 집단 내에서 이전의 행동, 선택, 도구를 계속해서 채용하거나 수용하도록 하는 강력한 보상(incentive)을 만들어낸다. 이러한 것을 '정신적 타성(mental inertia)' 혹은 '집단사고(groupthink)'라고도 한다. 이것이 분석이나 의사결정 과정에 끼치는 효과에 대항하여 행동하기는 어려운 점이 있다.
인지심리학(cognitive psychology)에서, 마인드셋은 주어진 과업에 반응하여 활성화되는 인지과정을 의미한다.(French, 2016).

## 연구 역사
마인드셋에 대한 실증 탐구는 1900년대 초기에 시작되었다고 본다(Gollwitzer 1990, 2012). 이러한 연구들은 인지(cognition) 연구의 기반이자 선구적인 것이었다(Gollwitzer 1990, 2012). 인지심리학 내에서의 마인드셋에 대한 주목은 수그러들지 않고 끊임없이 이어져 왔다. 인지심리학 분야 외에도, 마인드셋은 사회과학 등의 분야에서 사용되고 있다(예 : 긍정심리학positive psychology). 연구의 한 특성은, 학술 전체에 걸쳐 마인드셋을 파편적으로 사용한다는 것이다(e.g. French, 2016).

## 정치에서의 마인드셋
한 사례는 '냉전 마인드셋(Cold War mindset)'이 있다. 이는 과거 미국과 소련에서 우세하였던 것으로, 2인 게임이론(two-player game theory), 명령 계통(command chain)의 통합, 핵무기 통제, 전쟁시 양측간 상호확증파괴(mutual assured destruction)에 대한 절대적인 믿음으로 구성된다. 상대방 국가의 공격을 막는데 있어 마인드셋은 유용하게 사용된다는 것이 대다수의 생각이지만, 억지이론(deterrence theory)의 기반이 되는 전제는 냉전 마인드셋 효용에 대한 평가를 논쟁거리로 만들어 왔다.
대부분의 이론가들은 한 권력 집단(power group)의 주책임은 그 집단의 마인드셋을 구성하는 전제들에 대항하는 것이라고 본다. 이에 의하면, 마인드셋 하나가 미래에 발생할 사건 모두에 대처하는데 필요한 유연성과 적응능력(adaptability)를 가지지 못하기에, 자신들의 마인드셋을 꾸준히 재검토하거나 수정하지 못하는 권력 집단들은 권력을 영속화하지 못한다. 예를 들어, 민주당(Democratic Party) 출신이든 공화당(Republican Party) 출신이든 미국 대통령들이 수행한 마인드셋 변용은 보다 안정된 관료제의 모스크바(Moskva) 크렘린(Kremlin)보다 전제에 대한 도전과 대항을 더 쉽게 할 수 있게 하였다.
근대 군사 이론은 비대칭작전(asymmetric warfare), 테러리즘(terrorism), 대량학살무기(weapons of mass destruction) 확산에 대처하는 견고한 마인드셋에 대항하고자 노력하였다. 종합하면, 이러한 마인드셋을 위협하는 시도들은 군사 혁명(a revolution in military affairs)이 있을 것을 보여주며, 새로운 위협과 환경에 신속하게 적응하는 능력을 요한다. 이러한 맥락에서 적응적 마인드셋을 활용하지 않을 경우 발생할 비용은 감당하기 어려울 것이다.

## 시스템 사고에서의 마인드셋
재미일본학자 마루야마 마고로(Magoroh Maruyama, 丸山孫郎)의 마인드스케이프(Mindscape)를 기반으로 한 마인드셋 이론(Mindset Theory)은 문화적 지향(cultural orientation)과 사회적 지향(social orientation)의 유형 가치를 포함한다. 위계적 개인주의(Hierarchical Individualism, HI), 평등적 개인주의(Egalitarian Individualism, EI), 위계적 집단주의(Hierarchical Collectivism, HC), 평등적 집단주의(Egalitarian Collectivism, EC), 위계적 협력주의(Hierarchic Synergism, HS), 평등적 협력주의(Egalitarian Synergism, ES), 위계적 인기주의(Hierarchical Populism, HP), 평등적 인기주의(Egalitarian Populism, EP)가 그것이다.

## 집단적 마인드셋
집단적 마인드셋(collective mindset)의 내재에 관한 문제가 제기되는 것은 자연스러울 수 밖에 없다. 에릭슨(E.H. Erikson)의 1974년 저작에서 집단정체성(group-identities) 및 그가 평생
계획(life-plan)이라고 한 것의 분석은 이와 관련 있다. 에릭슨은 미국 인디언들 사례를 들었다. 인디언들은 집 한 채와 현금으로 가득한 은행 계좌로 표현되는 부(richness)를 목표로 하는 근대적 평생계획의 내용을 채우도록 하는 재교육 과정(reeducation process)을 받도록 하였다. 에릭슨은 버팔로 사냥꾼으로서의 인디언의 집단 역사 정체성이 근본적으로 너무나도 다른 이치와 목표에 맞춰져서, 방향성이 전혀 다른 평생계획들에 관한 소통조차 어려워졌다고 기술한다.
예를 들어, 기업가적 마인드셋(entrepreneurial mindset)을 갖춘 조직과 기업가적 수행(entrepreneurial mindset) 사이에는 두 관계가 있다. 첫째, 기업가적 철학이 있는 조직은 기업가적 목표와 전략을 세울 것이지만, 더 중요한 것은 그 조직은 기업가적 환경(entrepreneurial milieu)을 양성하여 각 실체(entity)가 새로운 기회들을 추구하도록 할 것이다. 즉 마음에서 코드화된 마인드셋으로서의 철학적 자세(philosophical stance)는 어떤 가치(value)들을 일으키는 기후(cliamte)를 형성하고, 이러한 가치들은 다시 실천(practice)으로 이어진다.
이러한 집단적 마인드셋은, 해군 조종사 팀 전체를 분석하는 허친스(E. Hutchins)의 1995년 저작 『야생에서의 인지(Cognition in the wild)』와 같은 저작들에서, 인지적 단위(cognitive unit) 혹은 계산 체계(computational system) 혹은 센지스(M. Senges)의 『대학에서의 지식 기업가정신(Knowledge entrepreneurship in universities)』(2007)으로 묘사되었다. 또한 집단 지성(collective intelligence)이라는 신흥 분야와 같은 것도 있으며(e.g. (Zara, 2004)) 이해당사자들의 '군중의 지혜(Wisdom of the crowds)'(Surowiecki, 2005)를 이용하는 것도 있다. 사라(O. Zara)는 집단적 반영(collective reflection)은 보다 노골적이고 담론적이며 대화적이기 때문에 좋은 몰아세움(gestell)이, 특히 정보와 의사소통기술에 관하여서 필요하다고 본다.
많은 역사가들은 멘탈리티(mentality)나 마인드셋 개념을 사용하여, 비교적 오랜 시간동안 지속해 온 정신 상태(mental disposition)가 매우 느리게 바뀐다는 것을 언급하였다. 그러나 프랑스 혁명(French revolution)과 같은 비교적 빠른 역사적 상황들에 적용하려 하거나(Michel Vocelle), 2차대전 이후 연합군의 단기 독일 점령기에 적용하려는 노력(Hentschel 2007)들도 있었다.

## 특정 이론들

### 유형과 이론들
앞서 언급하였듯이 마인드셋 연구에는 다양한 변형들이 있다. 이러한 변형은 어느 한 마인드셋은 물론 정의한 마인드셋의 유형들을 정의하고 측정하고 개념화하는 방식을 포함한다. 동일한 마인드셋을 연구하는 동일한 학술 체계 내의 연구자들도 다양한 변형들이 존재한다(French, 2016). 그럼에도 마인드셋의 논의는 학술 전체를 통틀어 다양한 학문분야에설 주목을 받는 수많은 다양한 마인드셋이나 마인드셋 이론들에 관한 인지를 포함해야 한다.

### 마인드셋 대리 이론(Mindset agency theory)
사지프(Sagiv)와 슈워츠(Schwarts)가 정의한 문화적 가치에 기반한 마인드셋 이론은 성격(personality)의 특성을 구성하는 본성(nature), 기능, 변수(variable)들을 설명한다. 사지프와 슈워츠가 구상한 마인드스케이프 이론(mindscape theory)과 문화적 가치는 더욱 종합적인 마인드셋 대리 이론 전체를 만들었다.

#### 마인드스케이프 이론
마이어스-브릭스 유형 지표(Myers–Briggs Type Indicator, MBTI)란, 상황에 따라 바뀌는 개인적 선호(individual preference)를 탐색하는 것으로 가치가 매겨지는 '유형(type)'이라고 하는 성격 패턴들을 생성하는 방식으로, 사회적 태도의 가치들과 결합하는 심리 기능(psychological function)들을 다룬다. 인식론적(epistemological) 유형을 주로 하는 마루야마 마고로의 마인드스케이프 이론과는 다르다. 마인드스케이프는 성격이라는 척도로 사람들을 측정하고 4개의 성격 범주로 분류하는 것을 목표로 한다. 각각은 정보, 인지, 논리, 윤리에 관한 다른 관점을 포함한다. 위계적 관료들(Hierarchical Bureaucrats)은 이 세상은 자연선택(natural selection)과 같은 경쟁과 연쇄적 영향으로 구성된 자연 질서(natural order)가 있다고 본다. 독립적 왕자들(Independent Princes)은 이 세상이 피할 수 없는 자연적 쇠퇴(natural decay)가 있는 무작위하고 개인주의적이며 혼란스러운
것이라고 본다. 사회 개혁가들(Social Reformers)은 세계가 모든 것들이 공생하는 것으로 유지되는 균형이라고 본다. 발생적 혁명주의자들(Generative Revolutionaries)은 세계가 상호작용과 공생을 통하여 성장하는 잠재성이 있으며 변화를 추구한다고 본다.

#### 사지프-슈워츠 문화적 가치
사지프와 슈워츠는 가치(value)들에 기반한 문화의 세가지 양극적 차원(bi-polar dimensions)을 상정한다. 이러한 차원들은 인지적 가치(cognitive value), 표상적 가치(figurative figure), 작동적 가치(operative value) 영역에서 반대자(opposite)가 있다.
- 인지적 : 내재(embeddedness) 혹은 자주(autonomy)
- 표상적 : 지배(mastery) 혹은 조화(harmony)
- 작동적 : 위계(hierarchy) 혹은 평등(egalitarian)

### 고정 마인드셋과 성장 마인드셋
캐럴 드웩(Carol Dweck)에 의하면, 자신의 능력이 어디에서 왔는지에 관한 내적 관점에 따라 개인들은 하나의 연속체(continuum) 속에 위치할 수 있다. 특히 초등학교에서 중학교로의 진학이라든지 실직과 같은 위기나 곤경에 대하여 어떻게 대면하고 대처하는지에 개인들이 가지고 있는 마인드셋이 영향을 준다.
드웩은 개인의 행동, 특히 실패에 대한 반응에 따라 성장 마인드셋(growth mindset)과 고정 마인드셋(fixed mindset) 두 범주로 분류할 수 있다고 본다.

#### 고정 마인드셋
이들은 능력이 타고난 것이며, 실패를 필수적인 기본 능력의 결여라고 해석한다.
2012년 한 인터뷰에서 드웩은 고정 마인드셋과 성장 마인드셋을 정의하였다.
고정 마인드셋에서 개인은 자신의 기본 능력, 지성, 재능은 고정된 특질(trait)이라고 생각한다. 고정 마인드셋의 소유자들은 재능이나 능력의 증강이 없다고 본다. 이들은 자신이 가지게 될 능력들은 모두 타고난 것이라고 생각한다. 이들은 자신의 성공에 대하여서만 듣기를 좋아한다. 반면 이들은 실패에 대하여 미래에 성공할 수 없다는 것으로 생각하기에, 실패를 두려워한다.

#### 성장 마인드셋
드웩에 의하면, 성장 마인드셋의 소유자들은 곤경 속에서도 열심히 일할 가능성이 높다. 성장 마인드셋의 소유자들은 자신이 노력이나 연구를 투입할 경우 주어진 능력을 획득할 수 있다고 생각한다. 드웩은 성장 마인드셋이 스트레스가 적고 성공 확률이 높은 삶을 살게 할 것이라고 주장한다.
위의 2012년 인터뷰에서 드웩은 성장 마인드셋에 대하여 다음과 같이 이야기하였다.
성장 마인드셋에서, 개인은 자신의 재능과 능력은 노력, 좋은 교육, 꾸준함을 통해 개발할 수 있다고 생각한다. 이들은 반드시 만인이 동일하다거나 누구든 아인슈타인이 될 수 있다고 생각하지는 않으며, 열심히 하면 더 똑똑해 질 수 있다고 생각한다.
성장 마인드셋의 한 사례로, 상당히 힘든 임무에 대하여 자신을 좌절시키는 것이 아니라 성장 기회로 받아들이는 직원의 경우가 있다. 비록 성공하지는 못하더라도, 이들은 불완전한이나 실패로부터 패배감을 느끼는 대신, 이러한 어려움으로부터 배울 점을 찾고 지식을 얻는 기회로 여긴다.
성장 마인드셋과 밀접한 관련이 있는 말로는 '그릿(grit, 투지 혹은 기개 등으로 번역)'이 있다. 그릿은 결단력(determination)과 인내심(perseverance)으로 정의된다. 키언(S.R. Keown)과 버크(B. Bourke)는 자라서 성장 마인드셋과 그릿을 가지게 되는 이들의 중요성을 강도했다. 이들 연구에 의하면, 낮은 경제적 지위에 처해 있더라도 성장 마인드셋을 가지고서 고난을 뚫고 열심히 일한다면 성공 가능성이 높다.

#### 교실에서의 영향
드웩의 마인드셋 연구의 대부분은 교육 현장에서 수행되어 왔으며, 마인드셋이 한 학생의 학업 수행능력에 끼치는 영향에 대하여서도 연구하였다. 학생들이 성장 마인드셋을 기르기 위하여, 이러한 사고 유형을 길러내는 학급 문화가 형성되어야 한다. 이를 위해 교육자가 할 수 있는 방법 중 하나는 올바른 포상과 격려를 제공하는 성장 마인드셋 문화를 만드는 것이다. 드웩의 2010년 저작 『천재도 열심히 한다(Even Geniuses Work Hard)』에 의하면, 학생이 들인 노력, 학생이 사용한 전략, 학생이 한 선택, 학생이 보인 꾸준함 등 학생이 수행한 과정들에 대한 포상은, 학생이 성공할 때 '똑똑하다'고 말해주는 것보다 장기적인 이점이 있다. 이런 점에서, 교육자가 학생들에게 학급의 일을 수행하도록 유의미한 학습활동을 세심하게 구상하고 창출하는 것이 중요하다. 이 저작에서 드웩은 교사는 도전거리가 될 힘든 일에 대하여 재밌고 흥미로운 것으로 묘사해야 하는 반면, 쉬운 일은 지루하고 두뇌에 덜 유익한 것으로 묘사해야 한다고 주장하였다. 더욱 힘든 학습활동에 참여한 학생일수록 실수하고 고생할 기회도 더 많지만, 동시에 이러한 학생들로 인하여 교사는 새로 시도할 만한 전략들을 가지고 학생들의 일에 참견하면서도 동시에 학생들이 해온 일에 대한 포상을 내릴 수도 있다.
두번째 전략은 성장 마인드셋을 사용하도록 의도하는 것과 관련된 수업을 하는 것이다. 가능한 활동으로는 개인적 목표 수립, 편지 쓰기, 못했지만 잘하게 된 것을 서로 공유하게 하기 등이 있다. 2018년 후세인(Hussein)의 연구에 의하면, 학생들의 성장 마인드셋에 관한 성찰적 일기쓰기(reflective journal writing) 효과가 입증되었다. 일기쓰기 활용은 이들의 개념 지식(conceptual knowledge) 향상, 성장 마인드셋 제고, 글쓰기를 통한 생각 이해 높이기 등을 통하여 학생들의 학습과정에 긍정적인 영향을 줄 수 있다는 것이 규명되었다.
교육자가 학생의 수행작업을 평가하고 이들의 발전을 이야기하는 방식은 교실 내에 성장 마인드셋 문화를 수립하는 것에도 공헌할 수 있다. 특히 드웩은 2010년 저작에서 '아직(yet)'이라는 단어가 학생의 학습을 평가하는 유용한 도구라고 언급하였다. 학생들이 무언가를 잘 못하거나 할 수 없다는 것을 들으면, 교사는 '아직은 아니지만(not yet)'이라는 말을 가지고 능력과 동기는 변할 수 있는 것이라는 생각을 강화시키는 방식으로 개입하는 것이 중요하다. 결국 학업과제 도전, 과정에 대한 포상, 명료한 성장 마인드셋 교육과 평가가 있는 교실은 학생으로 하여금 평생 학습자가 되는데 필요한 도구를 갖게 한다.

#### 학생과 교사의 마인드셋 재형성
실수와 곤경에 대한 민감도(sensitivity)와 같은 성격의 요소들이 우리로 하여금 특정 마인드셋을 갖는 원인이 된다면, 우리는 상호작용을 통하여 마인드셋을 개발하고 재형성할 수 있다. 여러 연구들에서, 드웩과 동료들은 성취에 들인 과정을 포상하는 것으로 마인드셋의 교체를 이룰 수 있다고 말하였는데, 일례로 이들은 (대학 교원과 학생들에게) 설득력 높은 과학 논문들을 읽히거나, 중학생들에게 열심히 하고 새로운 걸 배울 때마다 두뇌는 새로운 연결을 형성하게 되고, 이것이 똑똑하게 한다는 것을 가르쳤다. 이러한 연구들은 학생들이 들인 수행과 노력을 구조화하고 논의하는 것이 학생들이 개발해낸 마인드셋과 능력에 대한 개념에 있어 상당한 역할을 수행하는 법을 보여준다.
교육 현장에 관한 상당한 연구들이 학생들의 성장 마인드셋 채택 능력에 주목한 반면, 교사들의 마인드셋과 이들이 학생들에게 영향을 끼치는 역할에 대하여서는 거의 주목하지 않았다. 하티(Hattie)의 2012년 저작에서는 교사들이 자신에 대하여 가지고 있는 마인드셋이나 전제들에 대해 언급하면서, 학생들은 자신의 기대치 결정, 교수 방식, 학생이 자센의 마인드셋을 인지하는 방법을 결정하는데 있어 중요한 역할을 한다. 패트릭(Patrick)과 조시(Joshi)의  2019년 연구에서, 교사가 성장 마인드셋과 고정 마인드셋을 설명하는 방식이 탐구되었다. 150개의 반구조화 인터뷰(semi-structured interview)를 통하여, 두가지 중요한 사실이 발견되었다. 첫째, 교사가 이전부터 갖고 있던 학습과 학습자에 관한 신념은 이러한 마인드셋들에 대하여 교사가 어떻게 다루는지에 영향을 준다. 둘째, 교사 대부분은 성장 마인드셋과 고정 마인드셋을 각각 긍정적 특질과 부정적 특질로 지나치게 단순화하는 경향이 있다. 이는 교사들이 교실에 성장 마인드셋 이니셔티브를 성공적으로 주입할 수 있도록 보다 많은 교수 훈련과 지지가 필요하다는 것을 말한다.
셔튼(Seaton)의 2018년 연구는 마인드셋과 그 실천에 대한 효과에 영향을 끼치도록 설계된 교사 훈련에 끼치는 영향력에 특히 주목했다. 연구에서 교사들은 6가재 다른 훈련 회기를 거쳤다. 훈련 회기는 교사들에게 영향을 주었으며 이러한 변화는 훈련 후 3개월 간 지속되었다는 것이 발견되었다. 연구 결과는 성인의 마인드셋이 가변적이며 적절한 지원이 있으면 변할 수 있다는 것을 시사한다. 연구는 교사의 신념과 그것이 학생들의 마인드셋에 주는 영향 간의 연관성이 있다는 사실을 강화한다. 때문에 학교에서 마인드셋의 적용이 성공하기 위해서는 적절한 교사 훈련이 필요하다는 것을 강조한다.

#### 남녀간 마인드셋
드웩과 조 볼러(Jo Boaler)는 고정 마인드셋과 성장 마인드셋에 대한 연구를 확장하였다. 그러나 연구는 남녀의 고정 마인드셋 밑 성장 마인드셋의 차이가 있다는 것을 보여준다. 『능력과 수학 : 교육을 재형성하고 있는 마인드셋 혁명(Ability and Mathematics: the Mindset Revolution that is Reshaping Education)』에서, 볼러는 고정 마인드셋이 교육 불평등을 야기한다고 주장하였다. 이는 소수자와 여학생 간의 성취도 및 참여도 저하를 부분적으로 설명한다. 볼러의 연구는 STEM(science, technology, engineering, mathematics)이라는 소위 이공계 학문에 있어 여성이 연구 지속에 있어 스스로를 영리하지 못하다거나 능력이 부족하다고 느낀다는 것을 보여준다. 볼러는 드웩의 연구를 이용, 수학 성적에 있어서의 성별 차이는 고정 마인드셋을 가진 학생들에게서만 보인다는 사실을 보여주었다(Boaler, 2013).
블랙웰(L.S. Blackwell)은 소수자 집단에서 성장 마인드셋이 촉진되는지를 탐색하는 연구를 수행하였다(Boaler, 2013). 이는 사람은 지식을 획득할 수 있다고 볼러와 드웩이 믿는 마인드셋이다. 볼러는 성장 마인드셋의 주요 메시지는 노력이 새로운 연결을 형성하여 두뇌를 바꾸고 학생들은 이 과정을 통제할 수 있다고 하였다. 성장 마인드셋 개입은 학생 성적 저하를 막고 학생의 새로운 향상 및 성취 경로를 형성해준다(Boaler, 2013). 성장 마인드셋 환경 형성에 주목하는 교육 체계를 통해 여학생들은 자신의 지능이 지속되는 것이 아니라 바뀔 수 있다고 느끼게 된다.

#### 위기 환경 학생들에 대한 영향
성장 및 고정 마인드셋에 대한 드웩의 연구 및 이론은 위기 학생의 개입 전략에 유용하였다. 교사와 학생이 가지고 있는 교육에서 관한 부정적인 선입견 없애기, 회복찬력성에 대한 자기이론의 영향력 이해하기, 과정 포상이 성장 마인드셋을 배양하고 학생의 동기에 긍정적인 영향을 주는 방식 이해하기가 그것이다. 특히 2018년 류(Emily Rhew), 피로(Jody S. Piro), 굴카시안(Pauline Goolkasian), 코센티노(Patricia Cosentino) 등의 연구는 성장 마인드셋 개입이 청소년 특수교육 참가자의 동기를 늘릴 수 있다는 것을 시사한다. 다른 연구에서는 약물 사용(substance use)이 청소년 판단능력에 악영향을 준다고 판명되었다. 이런 청소년의 성장 마인드셋 개발은 이런 악영향을 줄이는 것으로 드러났다. 나아가 연구들은 노력으로 행동을 바꿀 수 있다는 것을 학생들이 볼 수 있게 하는 방식으로, 교육자들이 성장 마인드셋을 타겟으로 하는 개입 전략을 어떻게 사용할 수 있는지를 보여준다.

#### 비판
최근 성장 마인드셋의 개념과 관련 연구에 대한 비판이 제기되었다.

#### 이점 마인드셋
2015년 애슐레 뷰캐넌(Ashley Buchanan)은 이점 마인드셋(benefit mindset)이라는 성장 및 고정 마인드셋의 상호보완적 진화를 제시하였다. 이점 마인드셋은 개인과 집단 모두의 안녕을 향상시키는 사회의 일상 리더들을 묘사한다. 이는 자기(the self)보다 더 큰 대의들(causes)에 중요한 공헌을 하는 힘을 발견하는 사람들을 말한다. 이들은 자기가 하는 일을 왜 하는지 의문을 제기하고, 자신의 행동을 목적 있는 맥락 안에 배치한다.
뷰캐넌은 공헌과 일상 리더십이라는 문화를 창조하는 것은 사람, 정치체, 지구 전체가 동시에 최선을 하는 데 있어 가지고 있는 영향력의 최고 장점들 중 하나일 수 있다고 말한다.

### 행복 마인드셋
2020년 유르겐 나글러(Jürgen Nagler)는 행복 마인드셋(wellbeing mindset)에 대하여 '행복을 배양하는 한 사람이나 사람 집단의 태도, 신념, 가치관 전체. 한 사람, 사람 그룹, 인간 사회 전체, 동물 등 지각 있는 생물, 지구와 관련된 행복(the whole of attitudes, beliefs, and values of a person or group of people that foster wellbeing. Wellbeing relate to a person, group of people, the whole of humanity, other sentient beings such as animals, and/or planet Earth)'으로 정의한다.
캐럴 드웩, 애쉬 뷰캐넌(Ash Buchanan), 오토 샤머(Otto Scharmer), 돈나 메도우스(Donna Meadows), 아마르티아 센(Amartya Sen)의 다년간 주요 연구와 작업에 기반하여, 나글러은 마인드셋 이론을 인간 발전(human development)에 연결시킨다. 나글러는 마인드셋은 인간의 사고와 행동을 이끌고 인생의 경험, 발전 여정, 행복에 있어 중요한 역할을 수행한다.

### 지구적 마인드셋
조직 리더십 연구로부터 유래하였고, 1980년대 다국적 기업 성장과 맞물려, 기구들은 자신의 집행 능력 효용성은 반드시 교차문화적으로 번역될 필요는 없다는 것을 관찰하였다. 지구적 마인드셋은 설명으로 처음 등장하였다(Javidan & Walker, 2013). 본질적으로 교차문화적 맥락에서의 리더들은 문화나 맥락에 상관없이 유효성을 가능하게 하는 추가적 스킬, 능력 혹은 숙달(즉 지구적 마인드셋)을 필요로 한다고 가정된다(Perlmutter, 1969; Rhinesmith, 1992). 이러한 필요에 내재된 변화들은 문화적 민첩(Cultural agility)이라는 용어가 붙었다.
지구적 마인드셋의 연구에 대한 정의적 성격 중 하나는 학자들이 구성요소를 개념화하고 조작화하면서도, 한편으로는 지구적 마인드셋과 발전이 개인과 기구 모두에 대한 지구적 유효성을 늘린다고 학자들이 동의하는 다양성이다(French & Chang, 2016).

### 풍족 마인드셋과 결핍 마인드셋
풍족 마인드셋(abundance mindset)을 가진 사람들은 만인을 위한 자원은 충분하다고 생각하지만, 결핍 마인드셋(scarcity mindset)을 가진 사람들은 자원은 제한되어 있으며 누군가의 이득은 다른 누군가의 손실이라는 제로섬게임(zero-sum game)이기에 자원에 대한 경쟁을 유발한다고 생각한다.

### 생산적 마인드셋과 방어적 마인드셋
크리스 아기리스(Chris Argyris)의 2004년 연구에 의하면, 일반 조직기구에는 생산적 마인드셋(productive mindset)과 방어적 마인드셋(defensive mindset) 두 마인드셋이 지배적이다. 생산적 마인드셋은 검증 가능한 유효 지식을 찾아낸다. 생산적 판단 마인드셋(productive reasoning mindset)은 정보에 기반한 선택(informed choice)을 하고 판단을 투명하게 한다.
반면, 방어적 마인드셋(defensive mindset)은 자기방어적(self-protective)이고 자기기만적(self-deceptive)이다. 이러한 마인드셋이 발동하면, 사람이나 기구는 자신을 방어해줄 정보들만 찾아내려 한다. 진실이 위협으로 간주될 경우, 진실은 봉쇄될 수 있다. 방어적 마인드셋은 잘못된 전제에 기반한 학습을 유도하거나, 학습을 전적으로 차단할 수 있다(Argyris, 2004).

## 같이 보기
- 기업가 정신(Entrepreneurial mindset)
- 기초 신념(Basic beliefs)
- 내재지성이론(Implicit theories of intelligence)
- 도상(Schema)
- 명제적 태도(Propositional attitude)
- 밈(Meme)
- 생의 철학(Philosophy of Life)
- 세계관(Weltanschauung, World view)
- 셋 (심리학)(Set)
- 실행 가능 체계 이론(Viable system theory)
- 아인슈텔룽 효과(Einstellung effect)
- 언어 양태(Linguistic modality)
- 의도성(Intentionality)
- 인지 편향(Cognitive bias)
- 인프라 편향(Infrastructure bias)
- 자율적 대리 이론(Autonomous agency theory)
- 정신 모형(Mental model)
- 정신 표상(Mental representation)
- 태도(Attitude)
- 패러다임(Paradigm)
- 피해의식(Victim mentality)
- 확증 편향(Confirmation bias)

## 참고 문헌
- Argyris, C. (2004). Reasons and Rationalizations: The Limits to Organizational Knowledge. Oxford: Oxford Univ. Press.
- Erikson, E.H. (1974). Identitaet und Lebenszyklus: Surkamp
- French, R. P., II. (2016). The fuzziness of mindsets: Divergent conceptualizations and characterizations of mindset theory and praxis. International Journal of Organizational Analysis, 24(4), 673–691. doi: http://dx.doi.org/10.1108/IJOA-09-2014-0797 https://www.emeraldinsight.com/doi/pdfplus/10.1108/IJOA-09-2014-0797
- French, R. P., II, & Chang, H. (2016). Conceptual re-imagining of global "mindset": Knowledge as prime in the development of global leaders. Journal of International Organizations Studies, 7(1), 49–62. https://web.archive.org/web/20180712211434/http://journal-iostudies.org/sites/journal-iostudies.org/files/JIOS-ReviewEssay_GlobalMindset.pdf
- Gollwitzer, P. M. (1990). Action phases and mind-sets. In E. T. Higgins & R. M. Sorrentino (Eds.), The handbook of motivation and cognition: Foundations of social behavior (Vol. 2, pp. 52–92). New York, NY: Guilford Press.
- Gollwitzer, P. M. (2012). Mindset theory of action phases. In P. A. M. Van Lange, A. W. Kruglanski & E. T. Higgins (Eds.), Handbook of theories of social psychology (Vol. 1, pp. 526–545). Thousand Oaks, CA: SAGE.
- Hentschel, K. (2007). The Mental Aftermath. The Mentality of German Physicists 1945–1949. Oxford: Oxford Univ. Press.
- Hutchins, E. (1995). Cognition in the wild. Cambridge, Mass.; London: MIT Press.
- Javidan, M., & Walker, J. L. (2013). Developing your global mindset: The handbook for successful global leaders. Edina, MN: Beaver's Pond Press.
- Perlmutter, H. V. (1969). The tortuous evolution of the multinational corporation. Columbia Journal of World Business, 4(1), 9-18.
- Rhinesmith, S. H. (1992). Global mindsets for global managers. Training & Development, 46(10), 63–68.
- Senges, M.(2007) Knowledge entrepreneurship in universities: Practice and strategy in the case of internet based innovation appropriation
- Surowiecki, J. (2005). The wisdom of crowds: why the many are smarter than the few. London: Abacus.
- Vovelle, M. (1990). Ideologies and Mentalities. Chicago: Univ. of Chicago Press (transl. by Eamon O'Flaherty).
- Zara, O. (2004). Managing collective intelligence: Towards a new corporate governance
- Maj. Sonise Lumbaca (2012). AWG program reinforces adaptive mindsets, builds adaptive Army leaders.